# Kalbssattel
Der Kalbssattel (englisch veal saddle, franz. selle de veau) ist eine Bezeichnung für den hinteren Teil des Kalbsrückens, er liegt bei der Keule und hat keine langen Rippen. Der Sattel besteht aus den großen Muskeln Longissimus und Psoas. Seine Struktur ist dem T-Bone ähnlich und die daraus erhaltenen Schnitte sind zart und aromatisch. Er wird als kompletter Sattel verkauft, der nicht geteilt und an der Wirbelsäule verbunden ist. Für die Zerteilung ist eine Bandsäge erforderlich, was ein Restaurant vor das Problem stellt, keine eigenen Portionen schneiden zu können, wenn es keine Bandsäge hat. Daher wird der Kalbssattel üblicherweise als ausgelöste und geteilte Lende (Shortloin) oder als Kotelett verkauft.
Kalbssattel kann im Ganzen gebraten, geschmort oder glaciert werden. Dafür wird der Kalbsrücken nicht längs halbiert, sondern nur in Querrichtung, sodass er je nach Portionierung auch mehrere lange Rippenpaare hat. Damit sich der Kalbsrücken durch die Hitzeeinwirkung während des Bratens nicht verzieht, werden die Wirbel mehrmals durchgehackt, ohne das Fleisch zu versehren (zu verletzen); es kann aber auch ein Eisenstab durch den Rückenmarkskanal geschoben werden. Die herausgelösten Rückenfilets werden in dicke, schräge Tranchen geschnitten und zurück auf den ursprünglichen Platz auf das Knochengerüst gesetzt. Aus dem Bratensatz wird das Jus hergestellt und apart serviert.